# Konradka
Konradka (Konradowski Potok, Pogonna) – potok górski w Sudetach Wschodnich, w Krowiarkach, w woj. dolnośląskim, lewy dopływ Białej Lądeckiej
Górski potok o długości ok. 10 km, lewy dopływ Białej Lądeckiej, należący do dorzecza Odry i zlewiska Morza Bałtyckiego.

## Bieg potoku
Źródła potoku położone są w południowej części Krowiarek na wysokości ok. 860 m n.p.m., poniżej Przeł. Puchaczówka. Powstaje z połączenia kilku drobnych, bezimiennych potoków powstających z niewielkich źródeł, wysięków, wykapów i młak, znajdujących się na podmokłych łąkach i zagajnikach. Niżej potok, zwany tu Pogonną, płynie głęboko wciętą doliną na północ. Dolina ta nosi nazwę Przyrowie i pokryta jest łąkami i pastwiskami. Niższa część porośnięta jest borami świerkowymi. Poniżej zanikłej wsi Rogóżki i opuszczonego kamieniołomu dolina nieco się rozszerza. Niżej płynie przez wieś Konradów. Poniżej wsi przyjmuje z prawej strony swój największy dopływ – Rudy Potok. Nieco niżej rzekę przecina nieczynna linia kolejowa Kłodzko-Stronie Śląskie oraz szosa z Kłodzka do Lądka-Zdroju. Tuż przed górnymi zabudowaniami Trzebieszowic wpada do Białej Lądeckiej.

## Dopływy
- Rudy Potok oraz kilka bezimiennych strumieni bez nazwy spływających ze zboczy Krowiarek.

## Miejscowości, przez które przepływa
- Rogóżka
- Konradów